# Пирани, Марселло
Марсе́лло Сте́фано де Пира́ни (нем. Marcello Stefano (de) Pirani, также Марсе́лло фон Пира́ни; 1 июля 1880, Берлин — 11 января 1968, Берлин) — немецкий физик.

## Биография
Родился в семье композитора Эудженио Пирани и его жены Клары Шёнланк (1870—?). Изучал математику и физику в Берлинском университете, где в 1903 году получил степень доктора философии по физике за работу по исчислению диэлектрической постоянной для твёрдых тел под руководством Эмиля Варбурга. В том же году был принят ассистентом в Технический университет Ахена.
С 1904 года работал на фабрике по производству ламп накаливания компании Siemens & Halske и уже в следующем году был назначен директором по научно-исследовательской работе этой фабрики. В 1906 году им был изобретён вакуумметр Пирани.
В 1910 году был принят приват-доцентом в Берлинский технический университет (с 1918 года — титулярный профессор, с 1922 года — полный профессор). В 1919—1936 годах работал в компании Osram (с 1928 года возглавлял отдел научных исследований). Несмотря на то, что он настоял на протестантском вероисповедании в рабочих анкетах, Пирани был классифицирован как «лицо смешанного происхождения», поскольку его мать была еврейкой. В результате он был вынужден покинуть компанию и эмигрировал в Англию, где устроился на завод General Electric Уэмбли.
В 1953 году он вернулся в Германию, сначала в Мюнхен, затем в Берлин (1955). Был консультантом в Osram до преклонного возраста.

## Также
- Манометр Пирани (1909)